# Minyons de Terrassa

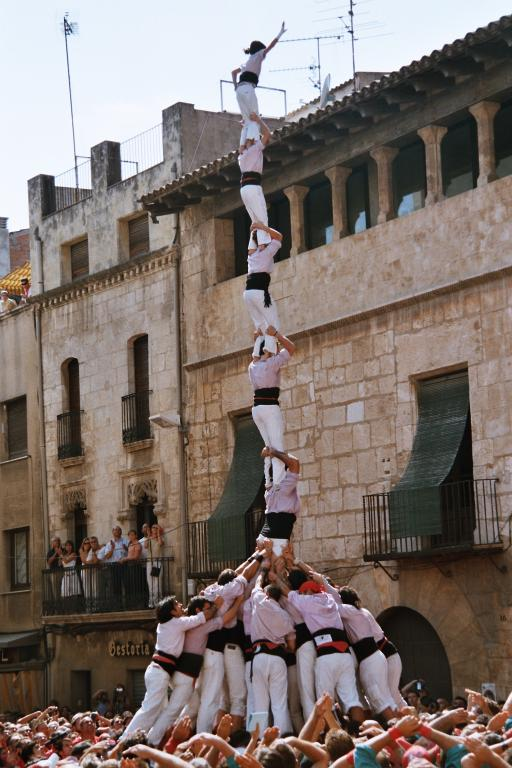
Pilar de 7 amb folre dels Minyons de Terrassa.

Los Minyons de Terrassa  son una colla castellera de la ciudad de , Terrassa creada el 21 de junio de 1979 y presentada el 14 de julio del mismo año. Con el malva como color de su camisa, es la más veterana de las dos collas (agrupaciones) castelleres de Tarrasa (la otra son los Castellers de Terrassa, fundada el año siguiente a partir de una escisión de los Minyons), ciudad que en aquel momento no tenía ninguna tradición en el arte de hacer castells, torres humanas de varios pisos.

## Historia

### Los inicios (1979-1987)
A finales de la primavera del año 1979, en una fiesta de hermandad de la sección infantil del Centro Excursionista de Tarrasa, Josep Anton Falcato se propuso con un grupo de gente hacer algunos castells. De aquí al nacimiento de formal de la Colla hay un largo proceso: búsqueda de niños para los pisos superiores y de castellers, gente joven y no tanto, para el resto del castillo, de un color de camisa, de un nombre... Consecuencia de este trabajo y del auge del asociacionismo en la época acabó cuajando la idea. Así, el 21 de junio se realizó la asamblea fundacional donde se escogió el nombre de la colla -Minyons de Terrassa- i el color de la camisa -el lila malva-. El 14 de julio, con camisa azul (las típicas camisas de obrero fabril, ya que las malvas no estaban aún a punto), hicieron la primera actuación en la Plaça Vella de la ciudad, en la que se hicieron hasta 14 castillos, principalmente castillos de 5 limpios (sin piña) y pilares de 4. El 26 de agosto del mismo año, en Matadepera, estrenaron la camisa malva que desde entonces será la indumentaria por la que son conocidos en todas partes. En su primer año de vida, después de levantar toda la gama de castillos de 6 pisos, consiguieron cargar el quatre de set (construcción de 7 pisos con 4 castellers en cada uno).
En su segunda temporada, a pesar de una disminución considerable de efectivos debido a la escisión comentada, consiguieron descargar casi toda la gama de castillos de siete pisos (3 de 7, 4 de 7, 5 de 7 y 4 de 7 con el pilar en medio). A mitad de la temporada de 1981, se corona ya el 2 de 7, y al año siguiente los Minyons cargan su primer castillo de 8 pisos, el 4 de 8.
En 1984 los Minyons de Terrassa actúan por vez primera en Villafranca del Panadés en la fiesta de su patrón, San Félix. Es una de las principales actuaciones del año, a la que son invitados por su espectacular y fulgurante progreso técnico y de la cual se convertirán en una de las collas protagonistas año tras año. Esa temporada la cierran consiguiendo descargar también el 3 de 8.
1987 fue un muy buen año para la colla, en él consiguieron descargar por primera vez en su historia el 2 de 8 con folre (una segunda piña colocada sobre la que está en el suelo) y, al primer intento, el 5 de 8, la Catedral de los castells.

### Los castillos de 9 (1988-1992)
El año 1988 la colla malva consigue cargar el pilar de 6 y el 3 de 9 amb folre, este último fue descargado el año siguiente en la que se ha convertido en una cita imprescindible del calendario casteller: la Diada de la Colla dels Minyons de Terrassa que se celebra anualmente el tercer domingo de noviembre en el Raval de Montserrat.
En 1991 dan un paso más cargando el 4 de 9 amb folre que al año siguiente consiguieron descargar.

### Gamas extra (1993-1997)
El día 21 de noviembre de 1993 escribieron la página más importante de la historia moderna de los castells al conseguir cargar, por primera vez en la historia, el inédito 2 de 9 amb folre i manilles, las manilles son una tercera piña para reforzar la estructura, puesta sobre el folre (segunda piña) y la soca (nombre que recibe la piña que está en el suelo cuando lleva un folre encima). Fue el primer castell de Gama Extra (de mayor dificultad que el 3 de 9 y el 4 de 9) del siglo XX. Esta construcción, cuya imagen da la vuelta al mundo, supone el inicio de lo que los historiadores han calificado como la Época de Platino de los Castells
Ese mismo año Minyons recibió de la Generalidad de Cataluña, la Creu de Sant Jordi, que es reconocimiento institucional más importante que la Generalidadconcede anualmente a personas e instituciones. La Creu de Sant Jordi fue entregada conjuntamente a las collas castelleres más destacadas.
En 1994 consiguieron su primera Tripleta Mágica (3 de 9, 4 de 9 y 5 de 8) en Villafranca por San Félix. 25 días más tarde harán de la exhibición castellera de la Mercè, en Barcelona, un día histórico, al convertirse en la primera colla que firma una actuación con tres castells de nueve pisos, alzando el 3 i el 4 de 9 i volviendo a cargar el fabuloso 2 de 9. Aquella temporada acabó con el primer intento del mítico 4 de 9 net (4 de 9 sin el refuerzo del folre sobre la piña).
En 1995, siguiendo esa progresión espectacular, los Minyons recuperaron un castell legendario 113 años después de haberse realizado por única vez en la historia: el 5 de 9 con folre cargado en la Diada de la Mercè. Este castillo y el 2 de 9 fueron descargados finalmente, y de una sola tacada, en la Diada de la Colla de 1996.

### Temporada de ensueño (1998)
En 1998, como consecuencia de esas últimas temporadas marcadas por el alto nivel técnico conseguido, los Minyons de Terrassa realizaron una campaña realmente impresionante, con un elevadísimo número de castillos de gran nivel. Así, consiguieron en el mes de mayo el 3 de 9, el más madrugador hasta entonces de la historia, este castell lo levantaron hasta en 11 ocasiones, una de ellas en un marco inédito, Perpiñán, en Francia. Un bagaje que permitió a los Minyons realizar a principios de julio, en la Fiesta Mayor de Tarrasa, una primera tentativa de un castell de diez pisos.
En los tres últimos meses de la temporada de ese año, los Minyons estrenaron cinco construcciones. Primero el 4 de 8 con el pilar i el pilar de 6 descargado. El 25 de octubre, en Gerona, en una nueva actuación que se convirtió en histórica, los Minyons consiguieron recuperar otro mito del imaginario colectivo: el 4 de 9 net o sin folre, castell que se considera el más difícil técnicamente de los que se descargaron en el siglo XX. Ese mismo día cerraron la magistral actuación descargando su primer pilar de 7 con folre.
Pero el deseo de superación y el trabajo de la colla no acabaron ahí, un mes después, el 22 de noviembre, se celebró la memorable Diada de la Colla de 1998. Los Minyons descargaron en la Plaça Vella la construcción humana más grande que jamás se ha visto, un castell de diez pisos, el 3 de 10 con folre y manilles, un coloso que hasta el día de hoy ninguna otra colla ha podido descargar.

### Actualidad (1999-hasta hoy)
En 1999 los Minyons cargaron por primera vez el pilar de 8 con folre y manilles y el 4 de 9 con folre y agulla (pilar en medio).
En el 2000 destacó que, entre otros muchos castells, los Minyons volvieron a cargar el 3 de 10
Durante la temporada de 2001 descargaron dos veces más el 4 de 9 net una de ellas, en la Diada de Sant Fèlix en Villafranca del Panadés, en la que ha sido la única ocasión en que se ha visto este castell descargado por dos collas diferentes en la misma actuación, fueron los Minyons de Terrassa y la Colla Joves dels Xiquets del Valls. El otro 4 de 9 net lo ejecutaron en la Diada del Mercadal de Reus.
En 2002, el 17 de noviembre, en el Raval de Montserrat y en el marco de la Diada de la Colla, los Minyons volvieron a descargar el 3 de 10, en la que ha sido hasta el momento la última ocasión en que se ha podido ver completar esa magna construcción, que volveríann a cargar en 2004.
De las temporadas 2005 y 2006 hay que destacar el dominio de grandes construcciones como el 2 de 9 y el 5 de 9 que repitieron en diversas ocasiones
Pero en 2007 la colla padeció una considerable desorientación técnica que la llevó a cerrar la temporada, por primera vez en los últimos doce años, sin haber descargado ningún castell de Gama Extra
Los inicios de 2008 son también dubitativos. Pese a ello, la segunda parte de la temporada estuvo marcada por la recuperación de un pilar muy seguro que transmitió la confianza suficiente para afrontar nuevos retos. Estos se materializaron con la consecución de un nuevo castell, el 3 de 8 con el pilar y, sobre todo, al poder descargar por primera vez el pilar de 8, el 26 de octubre en Gerona, castell que no habían intentado desde 2003, última vez que habían conseguido cargarlo. Con este hecho, los Minyons se convirtieron en la única colla que, por el momento, ha conseguido descargar las grandes estructuras que se hacen empleando folre y manilles: el pilar de 8, el 2 de 9 y el 3 de 10
Ya en la Diada de la Colla, el 16 de noviembre, los Minyons volvieron a situarse en el primer plano del mundo de los castells, al convertirse en la primera colla que conseguía coronar el inédito 3 de 9 con folre y pilar
De la temporada 2009, en plena celebración del 30 aniversario de la entidad, lo más destacado fue la extraordinaria actuación protagonizada en Gerona por la Fires de Sant Narcís, el 25 de octubre, cuando los Minyons consiguieron, por primera vez en su historia, descargar dos castillos con folre y manilles, el 2 de 9 y pilar de 8, además del 3 y del 4 de 9

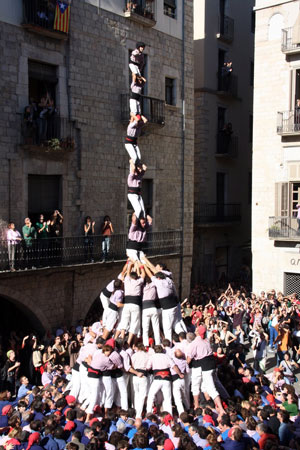
Pilar de 8 de los Minyons de Terrassa

### Grandescastellsconseguidos
| Castell                              | Cargado                 | Descargado             |  |
| Tres de nueve con folre y pilar      | 16.11.2008 - Tarrasa**  |                        |  |
| Tres de ocho con el pilar            |                         | 28.09.2008 - Lleida**  |  |
| Cuatro de nueve con folre y pilar    | 21.10.1999 - Tarrasa    |                        |  |
| Pilar de ocho con folre y manilles   | 17.10.1999 - Mataró     | 26.10.2008 - Gerona    |  |
| Tres de diez con folre y manilles    |                         | 22.11.1998 - Tarrasa** |  |
| Pilar de siete con folre             |                         | 25.10.1998 - Gerona    |  |
| Cuatro de nueve net                  |                         | 25.10.1998 - Gerona**  |  |
| Cuatro de ocho con el pilar          | 06.09.1998 - Sabadell   | 11.09.1998 - Badalona  |  |
| Cinco de nueve con folre             | 24.09.1995 - Barcelona* | 24.11.1996 - Tarrasa   |  |
| Dos de nueve con folre y manilles    | 21.11.1993 - Tarrasa**  | 24.11.1996 - Tarrasa   |  |
| Cuatro de nueve con folre            | 17.11.1991 - Tarrasa    | 22.11.1992 - Tarrasa   |  |
| Tres de nueve con folre              | 20.11.1988 - Tarrasa    | 19.11.1989 - Tarrasa   |  |
| Pilar de seis                        | 24.09.1988 - Barcelona  | 18.10.1998 - Mataró    |  |
| Cinco de ocho                        |                         | 15.11.1987 - Tarrasa   |  |
|                                      |                         |                        |  |
| * Primero del siglo XX               |                         |                        |  |
| ** Primero de la història castellera |                         |                        |  |

## Filosofía
Los Minyons de Terrassa, entendiendo la rivalidad fundamental y sana que puede existir entre algunas collas castelleres, se han desmarcado desde sus inicios de la competitividad más extrema que algunos intentan hacer pasar como la única base esencial del fet casteller, mostrando que los castells se pueden vivir de muchas formas diferentes y demostrando con creces que se pueden alcanzar las más ambiciosas metas con la autosuperación como motivación principal.
Pese a ser una de las collas líderes del mundo de los castells, presente en algunas de las actuaciones castelleres más destacadas del calendario, nunca han participado en ninguna edición del concurso de castells de Tarragona (acontecimiento puntual que se celebra cada dos años) al declinar la invitación por no estar de acuerdo con la filosofía de este tipo de acontecimientos ni con la imagen que desde los concursos se difunde de los castells.

## Reconocimientos
En la fachada del Ayuntamiento de Tarrasa hay dos placas conmemorativas dedicades a los Minyons. Una hace referencia al primer cuatro de ocho conseguido per la colla y que se alzó en el Raval de Montserrat, frente al edificio consistorial, el 20 de noviembre de 1982. La otra al primer «dos de nueve con folre y manilles» de la historia cargado por los Minyons de Terrassa en el mismo lugar el 21 de noviembre de 1993. Estas placas fueron complementadas por un nuevo elemento, en forma de monolito, con motivo del trigésimo aniversario de la entidad, el 22 de noviembre de 2009 fue inaugurado delante de la fachada del ayuntamiento egarense, con la presencia del presidente del Parlamento de Cataluña, Ernest Benach, del Conseller de Cultura de la Generalidad, Joan Manuel Tresserras y del expresidente del gobierno catalán Jordi Pujol, entre otras autoridades. Forma parte del monolito, situado delante de la fachada del ayuntamiento, una placa-homenaje en la que se explican todas las gestas realizadas por la colla en ese lugar único y que los Minyons han inscrito con letras de oro en la historia de los castells.
En 1993 la Generalidad de Cataluña reconoció el trabajo de los Minyons de Terrassa con la distinción de la Creu de Sant Jordi.
En la emblemática Plaça Vella de Tarrasa, el Ayuntamiento de la ciudad colocó una placa conmemorativa justo en el punto en el que los Minyons, el 22 de noviembre de 1998, descargaron por primera vez en la historia un castell de diez pisos: el 3 de 10 con folre y manilles. El 24 d'octubre del 2009, dentro de los actos del trigésimo aniversario del nacimiento de la colla, se descubrió una nueva placa de homenaje a aquel primero y ya legendario 3 de 10, colocada en la fachada del edificio que hace esquina entre la Plaça Vella i el Carrer Major de Tarrasa.
En la primera edición de La Nit de Castells, acto organizado por la revista "Castells" en la ciudad de Valls en 2007, se concedió el Premi Castells a una trayectoria castellera a Jaume Rosset i Llobet, miembro de Minyons, médico impulsor de las Jornadas de Prevención de Lesiones en los Castellers, del Grupo para el Fomento de la Ciencia y la Salud en el Món Casteller y de numerosos estudios científicos que han situado el fet casteller en la vanguardia en campos tan básicos como la seguridad y la salud.
Para la Fiesta Mayor de 2009 el honor de ser Capgròs de l'any (cabezudo del año), tradición muy arraigada en la ciudad de Tarrasa, recayó en el histórico casteller de Minyons Ramon Codinas i Fort. Esta una apreciada distinción que ofrece la ciudadanía, al ser un reconocimiento de carácter popular i anónimo -no institucional u oficial- a la trayectoria de este conocido casteller y, de alguna manera, también a la colla de los Minyons de Terrassa y a todos los minyons que han pasado en estos treinta años de historia de la entidad, aprovechando la coincidencia con el aniversario de su fundación.
En la cuarta edición de La Nit de Castells, celebrada en Terrasa el 2010, el Premi Castells a una trayectoria castellera se otorgó, coincidiendo con su retirada como casteller actiu, a Josep Anton Falcato i Heckendorn, uno de los miembros fundadores de los Minyons y, como tal, pieza clave en la modernización del fet casteller en los últimos treinta años.
Diversas ciudades de toda Cataluña tienen en lugares destacados placas conmemorativas de grandes castells levantados por los Minyons de Terrassa: Tarrasa, Mollet del Vallés, Gerona, San Cugat del Vallés...

## Publicaciones
- Colla. En 1982 se creó este boletín interno de los Minyons de Terrassa de aparición bimensual en formato A5. En 1990 comenzó una nueva época y pasó a ser una revista trimestral en formato A4, que paulatinamente incorporó las portadas y contraportadas en color. Dejó de aparecer el año 2000, después de alcanzar hasta 80 números, porque el equipo responsable de su redacción, debido al escaso apoyo con que contaba, decidió no continuar.

- Minyons de Terrassa. V aniversari. 1979-1984. Diversos autores. 1984. Publicación conmemorativa de los cinco primeros años de vida de la colla.

- Minyons, bon viatge! Deu anys de viure els castells. Diversos autores. 1990. Edición limitada y numerada compuesta de 1000 exemplars. Libro-objeto de diseño rupturista e innovador que hace un viaje por los diez primeros años de existencia de la colla. Contiene fichas de cada castell y de cada gran fiesta celebrada en la colla, así como felicitaciones de personajes destacados de todo el món casteller.

- Prevenció de lesions en els castellers. Diversos autores. 1994. Libro editado para la celebración de la primera "Jornada de Prevención de Lesiones en els Castellers" realizada en el Centro de Alto Rendimiento de Sant Cugat del Vallès y organizada por los Minyons de Terrassa.

- Ciència i castells. Diversos autores. 1996. Publicación editada en el marco de la Semana de la Ciencia, realizada del 7 al 14 de noviembre de 1996 en el Museu Nacional de la Ciència i la Tècnica de Catalunya y organizada per la Fundació Catalana per a la Recerca y por la Colla castellera Minyons de Terrassa.

## Organización interna

### Presidentes
- 1979: Emili Miró
- 1980: -
- 1981 al 1985: Antoni Mampel
- 1986 al 1990: Joan Alsina
- 1991: Joan Pont
- 1992 al 1995: Pep Forn
- 1996 al 1998: Carles Feiner
- 1999 y 2000: Enric Cardús
- 2001 y 2002: Pere Tiana
- 2003 al 2006: Albert Carrillo
- 2007 al 2009: Jaume Roca
- 2010 y 2011: Pep Forn
- 2012 y 2013: Enric Cardús
- 2014 al 2016: Cesc Poch
- 2017: Jordi Juanico
- 2018: Isolda Sucarrats

### Caps de colla (responsables del equipo técnico)
- 1979 y 1980: Josep Anton Falcato
- 1981: Norbert Castanyer/Jordi Setó
- 1982: Josep Anton Falcato
- 1983 y 1984: Carles Feiner
- 1985: Ferran Lis
- 1986 al 1988: Carles Feiner
- 1989 y 1990: Màrius Boada
- 1991 y 1992: Carles Feiner
- 1993: Màrius Boada
- 1994 y 1995: Marc Roura
- 1996: Màrius Boada
- 1997: Carles Aranda
- 1998: Marc Roura
- 1999: Màrius Boada
- 2000: Carles Aranda
- 2001 y 2002: Nani Matas
- 2003 y 2004: Jordi Caus
- 2005 y 2006: Carles Feiner
- 2007 al 2009: Lluís Mayolas
- 2010 y 2011: Nani Matas
- 2012: Albert Pérez
- 2013: Màrius Boada
- 2014 y 2015: Guillem Comas
- 2016: Albert Pérez
- 2017: Nani Matas
- 2018: Arnau Boada y Xavi Jurado